# Sacristía mayor de la catedral de Sevilla

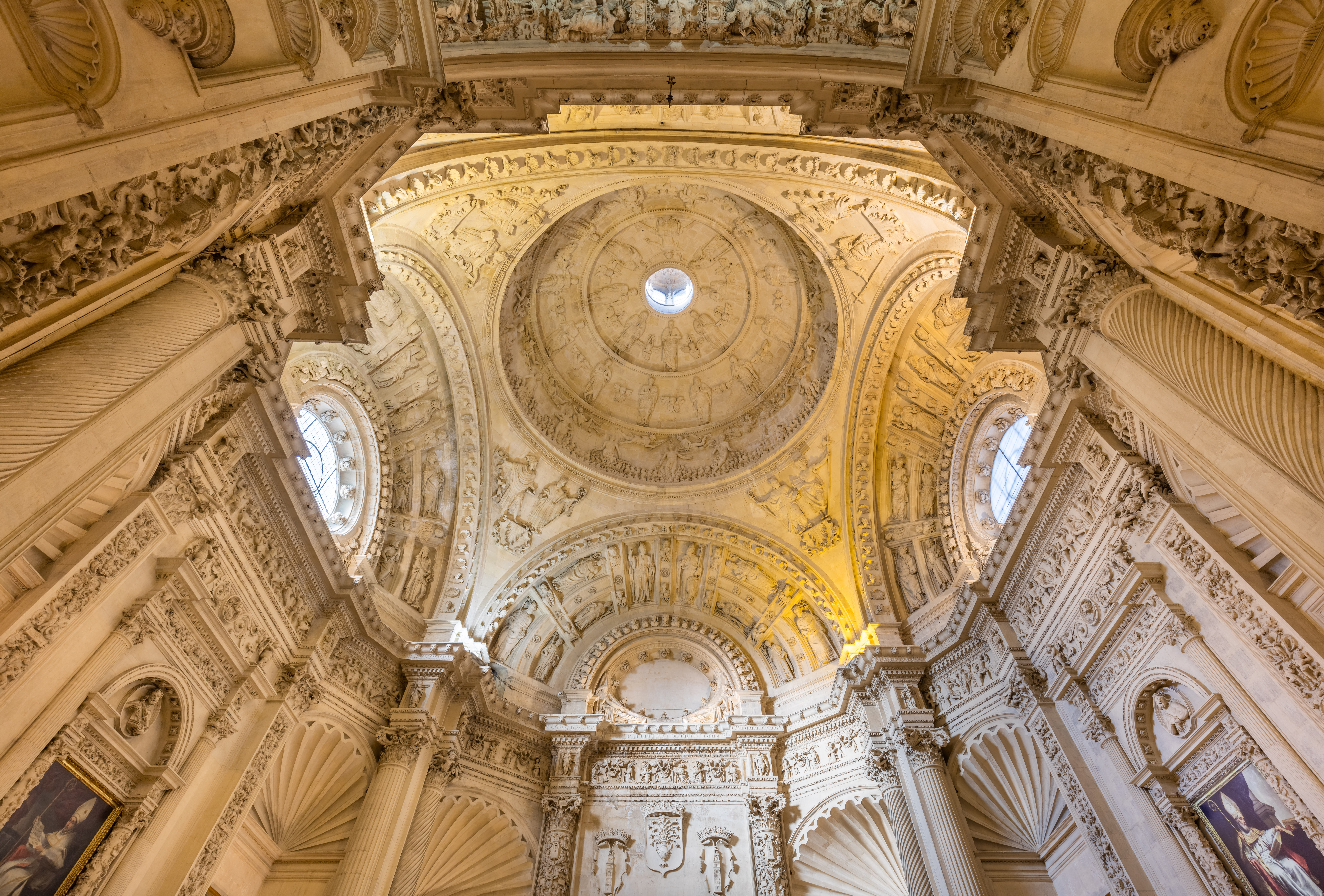
Cúpula de la sacristía mayor.

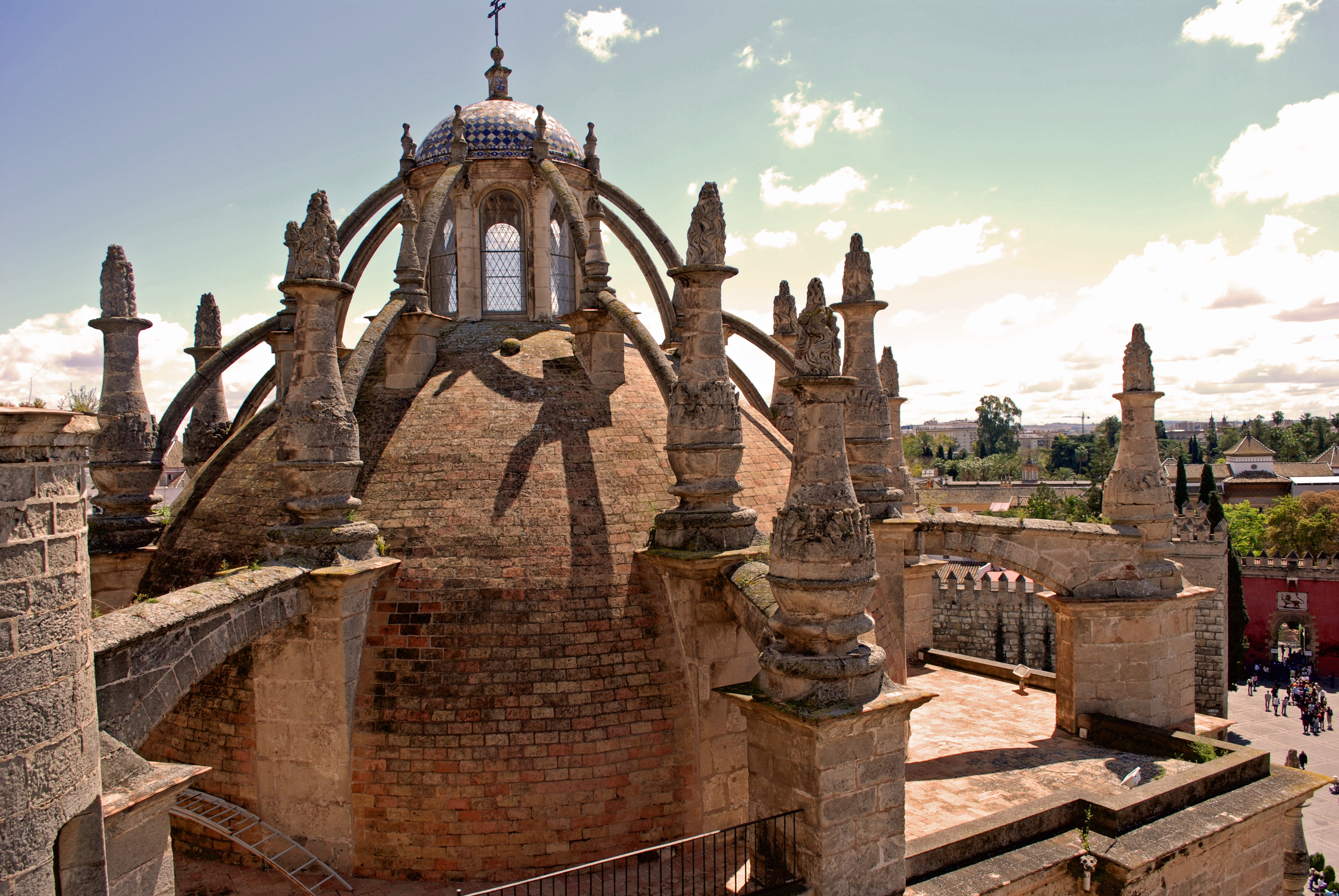
Cúpula de la sacristía mayor, desde el exterior.

La sacristía mayor de la catedral de Sevilla se encuentra adosada a la octava capilla de la nave de la epístola. Fue realizada en el siglo XVI.

## Historia
El diseño de la sacristía se atribuyó a Diego de Riaño, que habría comenzado a trabajar en este proyecto en 1528. Según esta hipótesis, la hechura se habría completado en 1547. No obstante, investigaciones más recientes hacen referencia a que fue diseñada por Diego de Siloé y construida por Martín de Gainza entre 1535 y 1543.
Entre 1611 y 1612 el maestro mayor de la catedral, Miguel de Zumárraga, realizó una intervención de envergadura en la techumbre, en la que se colocaron tejas en la cubierta de la linterna en lugar de los azulejos originales. No obstante, en 1699 se hizo otra intevención en la linterna para sustituir las tejas por azulejos.

## Descripción

### Entrada
La portada tiene un arco de medio punto. En el interior, a ambos lados, la portada está flanqueada por dos columnas sobre pedestales. Las columnas están divididas en tres sectores: los dos primeros son de estilo grutesco y están decorados con relieves de máscaras, querubines, atlantes, relicarios y guirnaldas; el sector superior comienza con una macolla de acantos y el esto está decorado con guirnaldas. Encima de la puerta hay friso con relieves de angelitos. Encima del friso hay un frontispicio con dos personajes mitológicos flanqueando un jarrón con azucenas. Los dos portones están decorados con relieves de los cuatro evangelistas, san Leandro, san Isidoro, las santas Justas y Rufina y motivos grutescos.
Pasada la portada hay una galería con una bóveda. La bóveda está decorada con 68 casetones con relieves de platos con frutas, otras viandas y una bolsa con dinero. Estos motivos ornamentales fueron repetidos en la decoración de los conventos de Acolman, Actopan y Yuririanpúndaro, en México.

### Interior

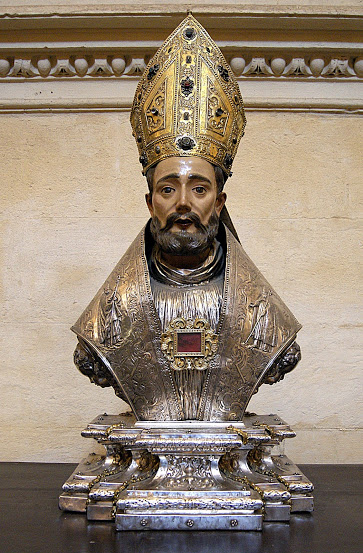
Busto con una reliquia de san Laureano.

A ambos lados de la entrada hay dos columnas decoradas con relieves grutescos. En los relieves se representan vegetales, figuras humanas, aves, fruteros, ostensorios, sirenas, relicarios, medallones, trofeos, máscaras y querubines. En la parte superior de cada columna hay un relieve de las santas Justa y Rufina flanqueando la Giralda, que se presenta sin la parte superior añadida por Hernán Ruiz.  En los capiteles de ambas columnas hay unas cartelas con las inscripciones "SOLI DEO" y "HONOR ET GLORIA". Sobre el arco de medio punto de la entrada hay tres escudos con coronas reales: en el central aparece un jarrón con azucenas y en los laterales la Giralda sin la parte superior renacentista. Estas son las primeras representaciones de esta torre sin el resto de la catedral. Encima de cada una de las dos columnas hay un casetón con esculturas de san Hermenegildo y san Fernando respectivamente. Sobre los escudos hay un friso que presenta a parejas de santas de rodillas adorando símbolos eucarísticos que son sostenidos por ángeles.
El lado opuesto de la sala hay un gran pórtico flanqueado por dos pórticos más pequeños. Estas tres entradas comunican con una zona de planta rectangular. Las entradas tienen arcos de medio punto y las jambas e intradoses están decorados con relieves frutales, trofeos y otros motivos grutescos. Las dos columnas que flanquean el la entrada central están decoradas con relieves semejantes a los del lado opuesto: atlantes, angelitos, ostensorios, cornucopias, guirnaldas, monstruos, alegorías de las virtudes y santos. En una de estas columnas hay una cartela en la que figura la fecha "1534".
En el centro de la pared del fondo de la sala rectangular hay un arco de medio punto sostenido en dos columnas con relieves grutescos que presentan monstruos, cornucopias, angelitos y medallones. En el fuste de la columna izquierda, sobre una cartela, está la fecha "1535". Antiguamente en este espacio había un altar para las reliquias, aunque en la actualidad se ha colocado un cuadro con el descendimiento de Jesús de la cruz. En el centro de la estancia rectangular hay una bóveda con relieves de la Asunción y los doce apóstoles. En los laterales la techumbre consiste en dos bóvedas más bajas con casetones.

### Parte superior
En el techo hay una cúpula con relieves terminada en linterna. Los relieves de la cúpula representan el Juicio Final en tres hileras: el Infierno, el Purgatorio y el Cielo. En el techo de la linterna hay un relieve de Dios Padre.
En la parte superior de la sala hay cuatro ventanas ojivales, una en cada frente, aunque la del lado de la portada fue tapiada. Sobre estas ventanas hay bóvedas con esculturas de personajes en casetones. Las cuatro bóvedas, con forma de abanico, rodean la cúpula central y dejan entre sí cuatro pechinas. Las bóvedas con forma de abanico y las pechinas tienen relieves de obispos, apóstoles y personajes del Antiguo Testamento.

## Obras de arte
En el interior de la sacristía se almacenan un buen número de obras de arte de la catedral, entre las que se pueden citar:
- San Isidoro (1655). Cuadro. Bartolomé Esteban Murillo. Se encuentra en una hornacina con dos columnas, un frontispicio con un medallón y un soporte en la parte baja.[15]
- San Leandro (1655). Cuadro. Bartolomé Esteban Murillo (1655). Se encuentra en una hornacina con dos columnas, un frontispicio con un medallón y un soporte en la parte baja.[15]
- Custodia de asiento (1580-1587). Juan de Arfe.[16]
- San Fernando (1671). Escultura. Pedro Roldán.[17]
- Inmaculada (c. 1650). Escultura. Alonso Martínez.[17]
- El descendimiento de Cristo (1547). Cuadro. Pedro de Campaña. Fue realizado para la parroquia de Santa Cruz. Se trasladó a la catedral en 1814.[17]
- Relicario con forma de tríptico que perteneció a Alfonso X.[14]
- Busto-relicario de santa Rosalía (1687). Antonino Lorenzo Castro.[18]
- Busto-relicario de san Pío (siglo XVII). Atribuido a Juan Laureano de Pina.
- Busto-relicario de san Laureano (siglo XVII). Atribuido a Juan Laureano de Pina.

## Galería de imágenes

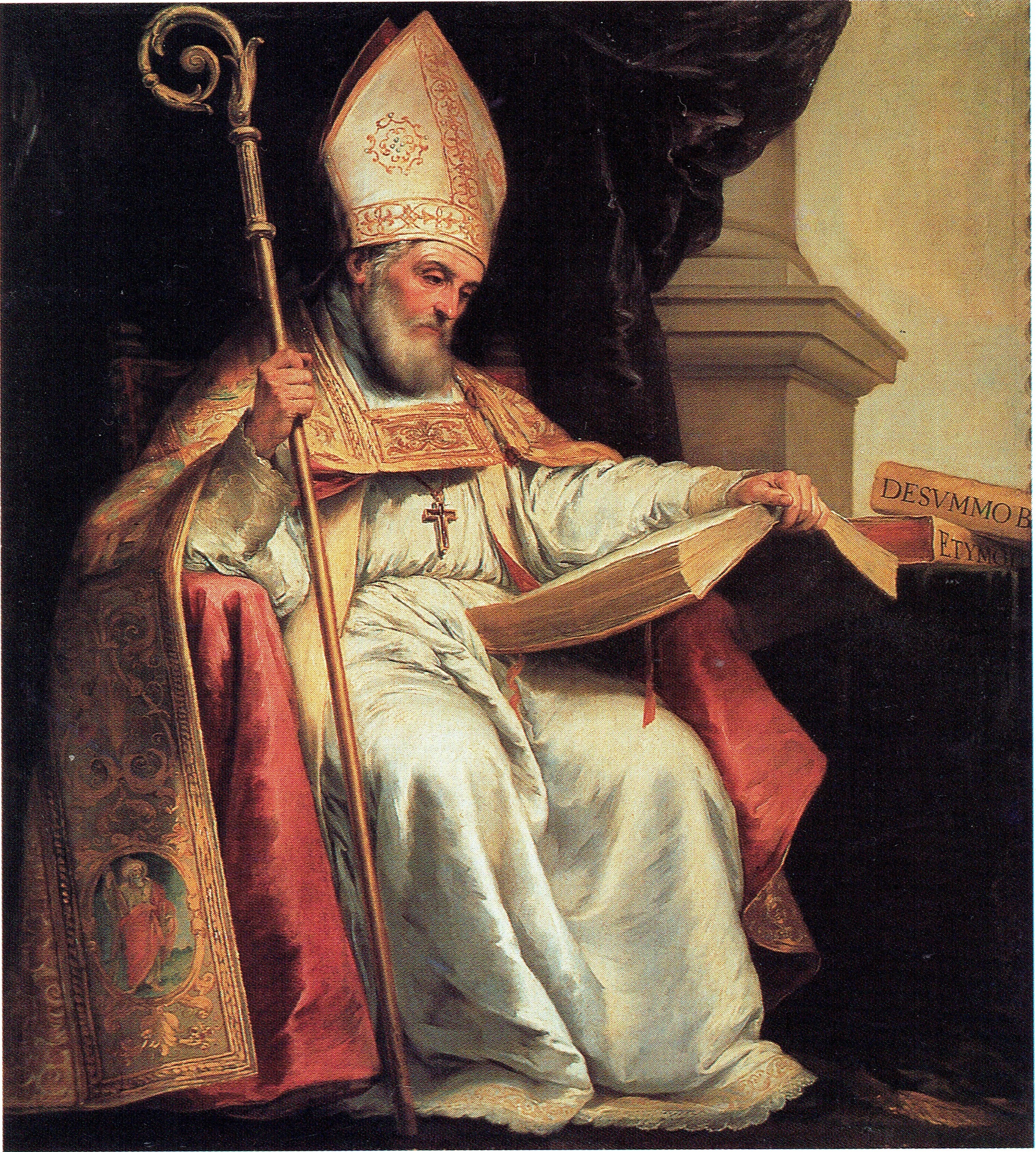
San Isidoro. Murillo.
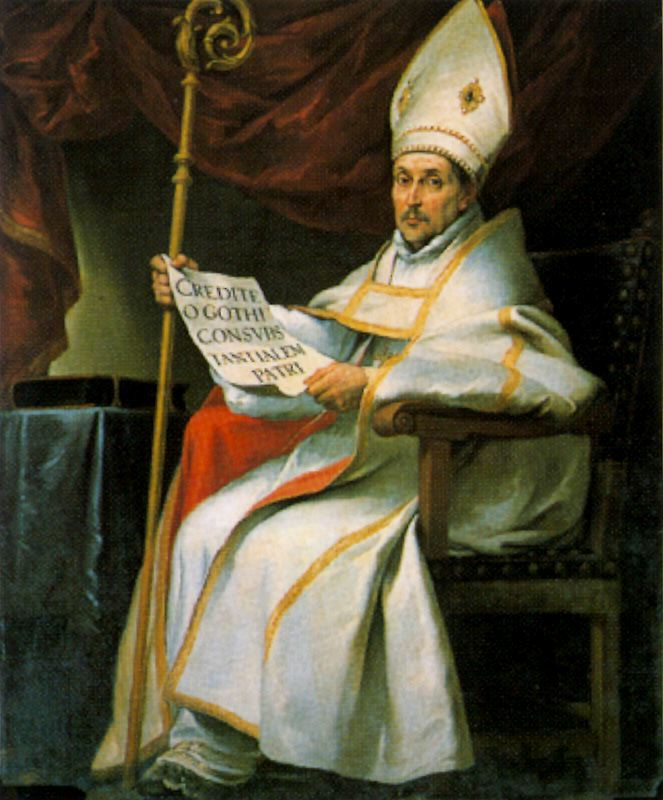
San Leandro. Murillo.
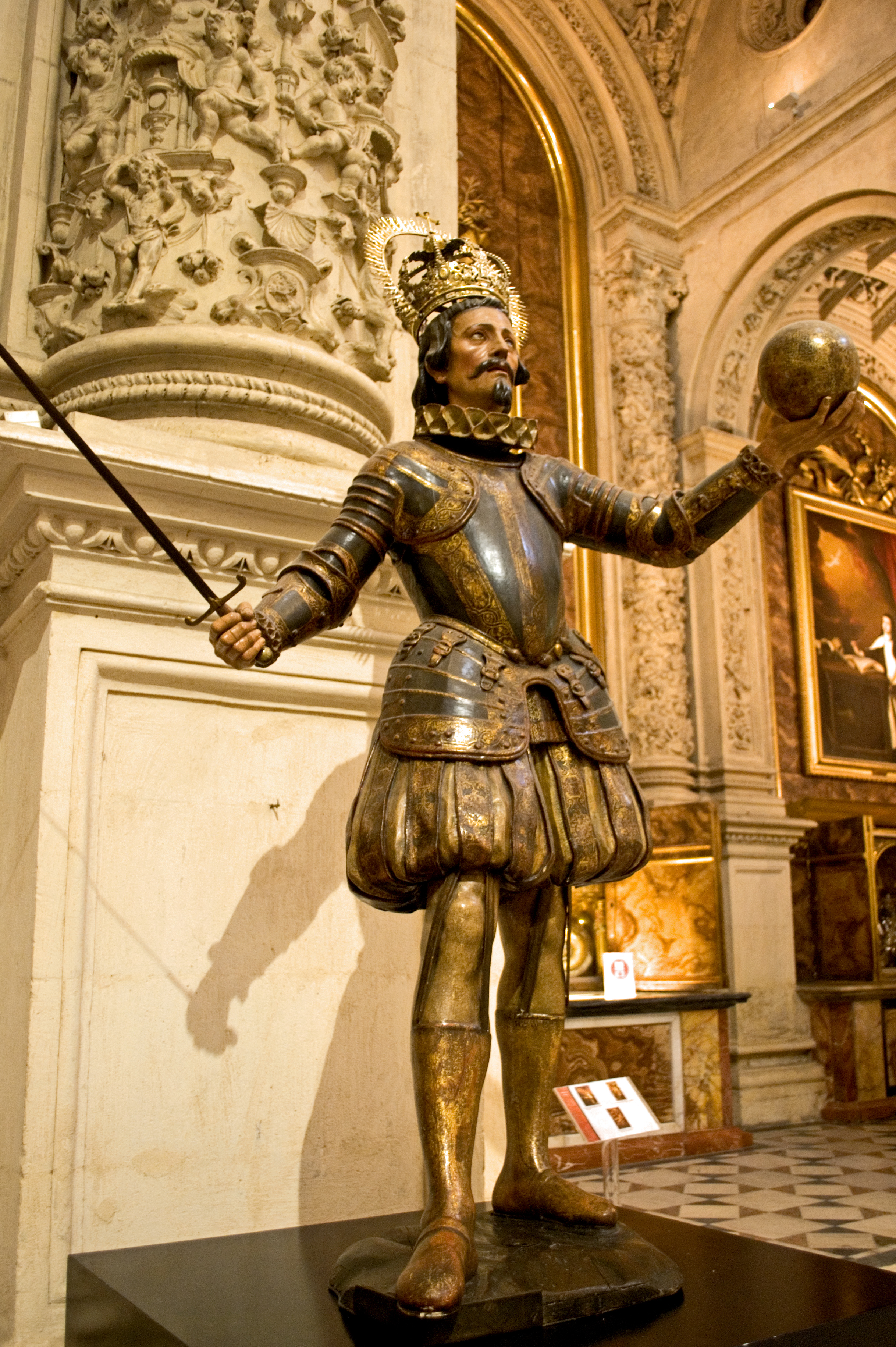
San Fernando. Pedro Roldán.
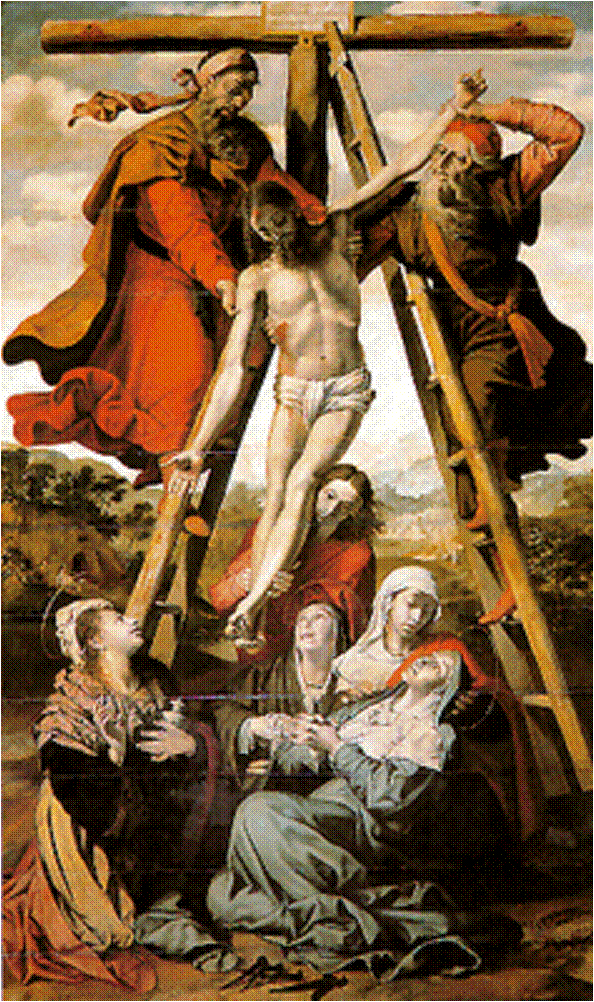
El descendimiento. Pedro de Campaña.
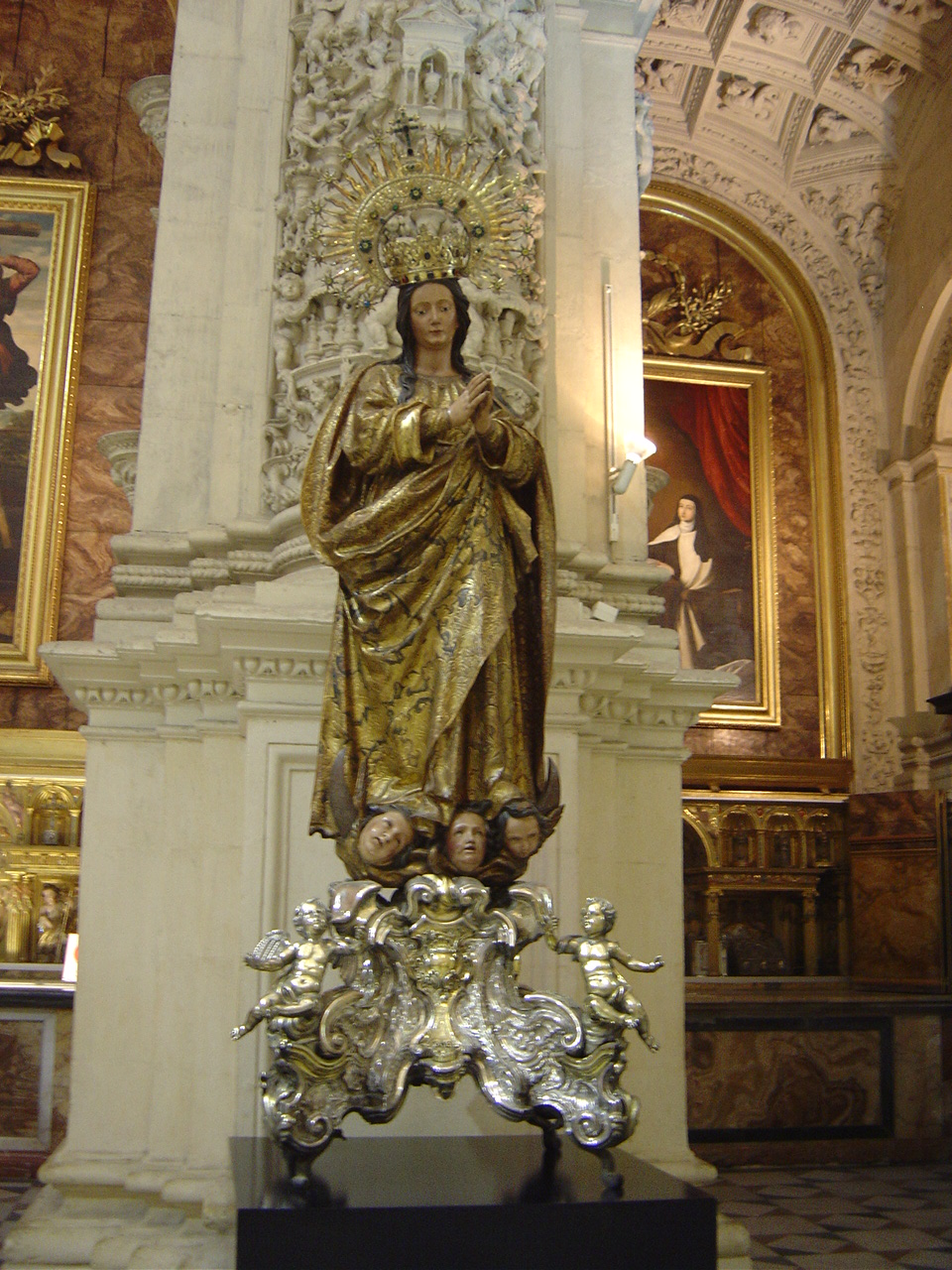
Inmaculada. Alonso Martínez.
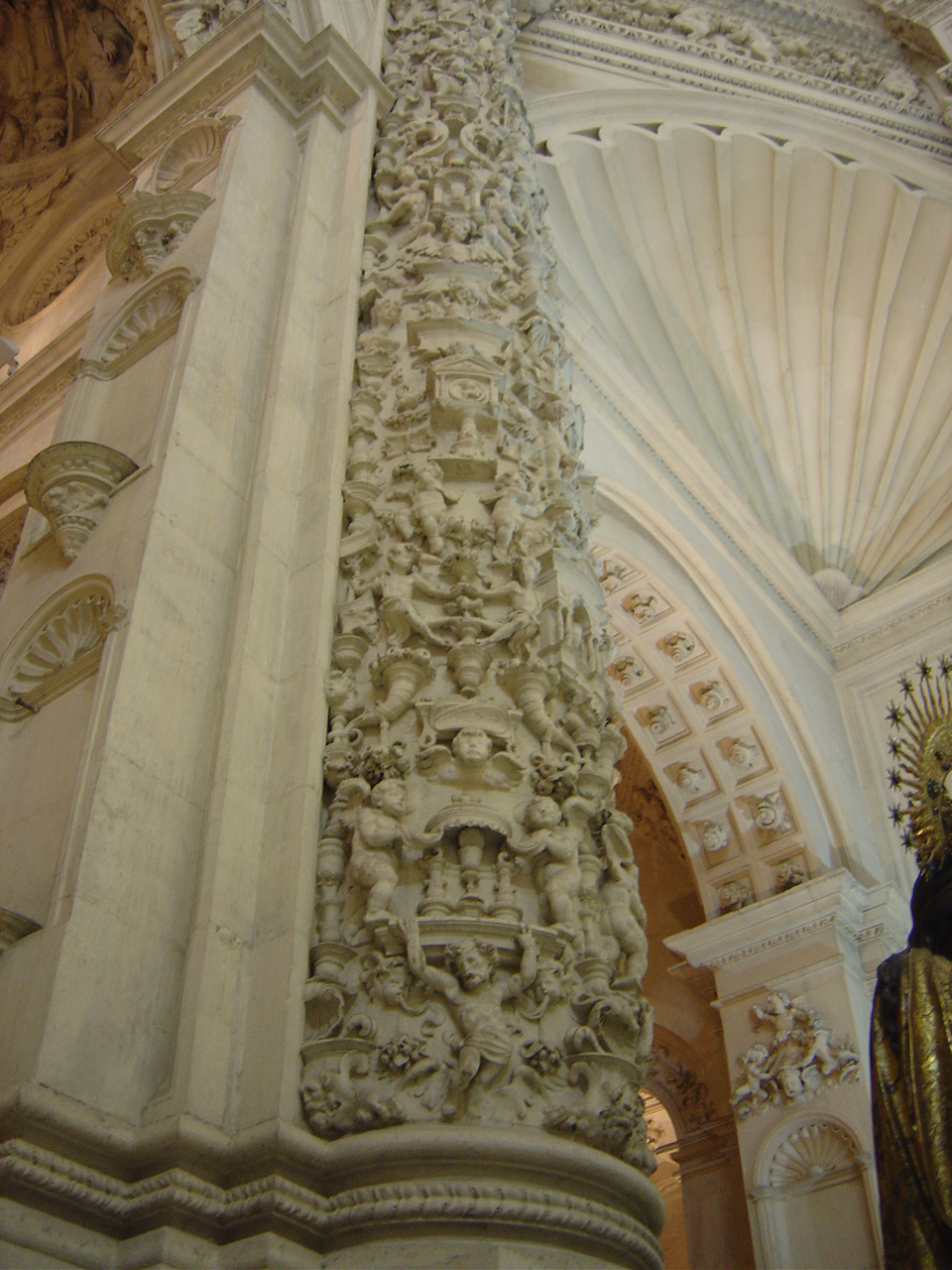
Columna adosada con relieves.
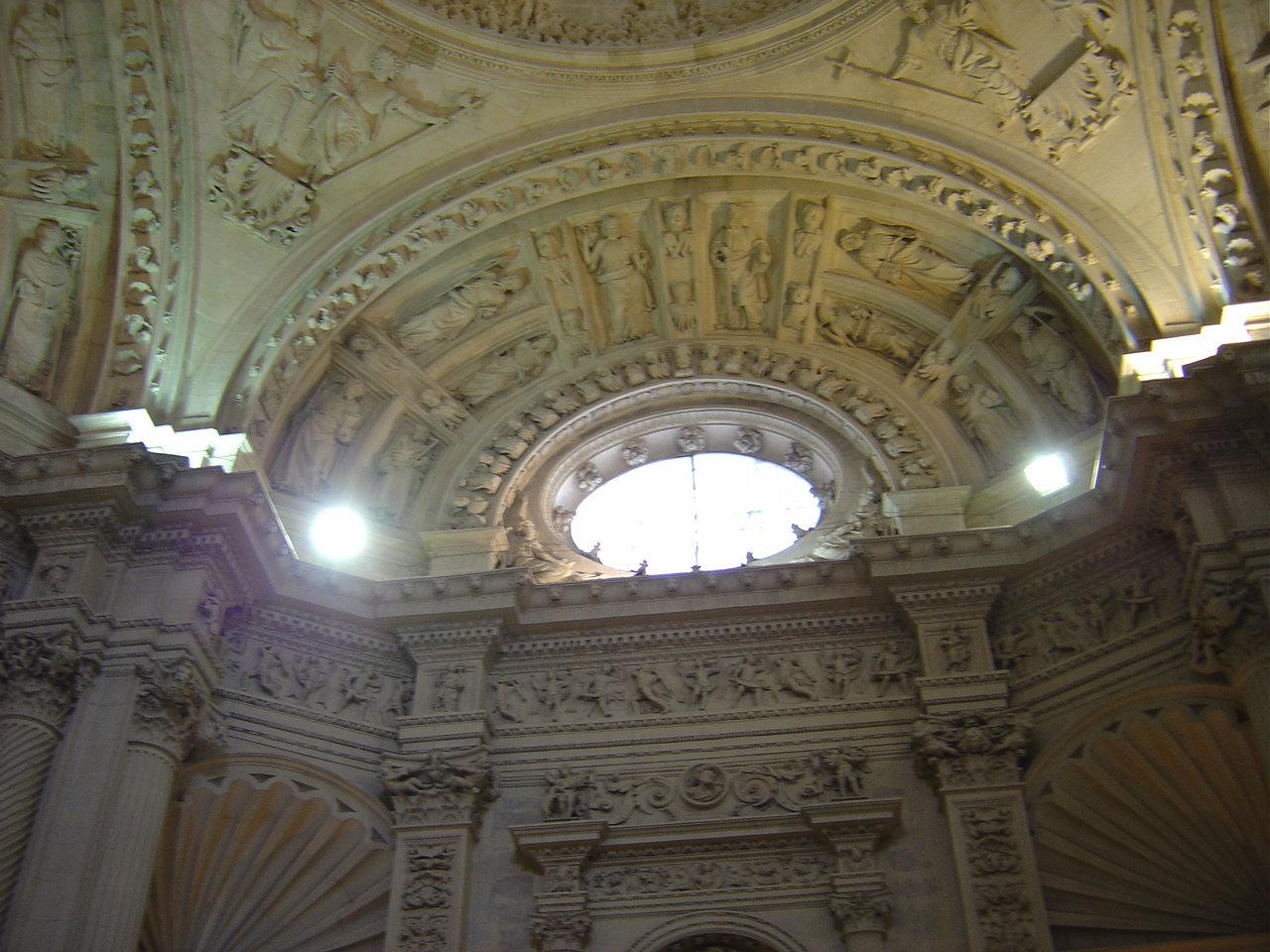
Ventana elíptica y bóveda con forma de abanico.